# 犬夜叉角色列表
犬夜叉角色列表是高橋留美子原作漫畫作品《犬夜叉》登場人物一覽，作品角色後續也在續作動畫《半妖的夜叉姬》登場。

## 犬夜叉一方
犬夜叉（Inuyasha，聲：山口勝平（日本）／劉傑 （台灣）／張振聲（香港））
外觀年齡15歲，在阿籬墜落古井後，來到戰國時代之時，發現被封印在時代樹上。脾氣相當的暴躁，沉不住氣，非常愛面子又愛吃醋，當然也很好鬥。只要到朔月時就會變成人類的姿態。脖子上的言靈念珠使阿籬可以鎮壓犬夜叉，與阿籬相處後性格也漸漸改變。可以自由經過古井往返於戰國時代及阿籬所在的現代世界，使得阿籬的家人都認識他，也曾有一次讓阿籬的同學見到，並得知他就是阿籬的戀人。
身上所穿紅衣為具有妖力的火鼠袍，是一件在被攻擊時具有防禦力，受到損害後還可以自動修復的衣服。武器是一把叫鐵碎牙的妖刀。這把刀是用來壓制犬夜叉的妖力，否則犬夜叉在被逼到絕境時就會變成嗜血的妖怪。鐵碎牙外觀只是把武士刀；使用時則會巨大化，隨著妖力提升，除了可以使出風之傷、爆流破、金剛槍破、冥道殘月破等招式外，還有砍破結界的「紅色鐵碎牙」以及吸收妖力和砍擊敵人或自己妖穴的「龍鱗鐵碎牙」兩種型態。另外也能使用爪子來進行攻擊，名稱為「散魂鐵爪」和「飛刃血爪」（使用沾有血液的爪進行飛刃攻擊）。
犬夜叉的父親是被稱為犬大將（鬥牙王）的大妖怪，而他的母親是人類世界中某城主之女的十六夜公主；所以他是一個具有一半人類血統，一半妖怪血統的「半妖」。他還有個同父異母的哥哥殺生丸，但絕不願承認殺生丸是他的哥哥。
犬夜叉為了找回被射成碎片的四魂之玉，還有討伐害死桔梗的兇手奈落，與阿籬一起踏上旅途。完結編最後，將阿籬自四魂之玉的黑暗中救出並回到現代，且獨自一人回到戰國時代，與彌勒一起除妖。三年後，與再次回到戰國的阿籬一同生活。續作動畫《半妖的夜叉姬》揭露與阿籬育有一女諸葉。
日暮籬（Higurashi Kagome，聲：雪野五月（日本）／王瑞芹、龍顯蕙（劇場版·Animax版本）、許淑嬪（半妖的夜叉姬）（台灣）／周文瑛（香港）／鄭美淑（韓國））
年齡15歲，桔梗去世後轉世降生的少女，國中三年级學生。家裡是開神社，與爺爺、媽媽、弟弟草太和一隻叫小蚋的貓住在一起。十五歲生日時不慎被妖怪百足妖婦拖入食骨之井而穿越時空來到了戰國時代，帶回了隨桔梗而逝的四魂之玉，並解開犬夜叉的封印。後來在奪回被妖怪屍骨烏搶走的四魂之玉時，不小心射碎四魂之玉，而踏上了收集四魂之玉碎片的旅程。在收集四魂之玉的過程中，對犬夜叉也漸漸有了愛意，日久生情。但是仍然對犬夜叉與桔梗發生曖昧的一事為此有些不滿。
與桔梗的容貌相似，而且擁有著比一般巫女更強大的靈力，射出的箭有著極強的破魔之力，可以淨化妖邪瘴氣。但是因其體內四魂之玉裡曲靈的力量，使原本更強大的靈力自出生以來就被曲靈給壓制住。最後在打敗曲靈後回復原本被賦予的強大靈力，與桔梗的靈力可相比擬（雖然動畫及漫畫比較看不出來，但高橋老師在「犬夜叉 奧義皆傳」裡曾說，阿籬的靈力比起桔梗還要更強）。另外她可看出四魂之玉所發出的光芒與感受四魂之玉的氣息，同時擁有淨化受到污染的四魂之玉的力量
用楓姥姥送給她的言靈念珠，令她只要說句：「給我坐下！」（其實給我坐下四字是當時阿籬慌亂時脫口而出的），就能鎮壓犬夜叉。在犬夜叉一行人之中，除了扮演巫女的角色外，還多加了「護士」的工作。
名字日文發音同「籠目」（即籠中之鳥），取自當初其母發現她身上有類似☐和◇疊合的星狀符號，代表「後面的正體」，讓她能得知藏在某事物正後方的是什麼。
完結篇最後，許下要四魂之玉永遠消失的願望便回到了現代，然而食骨之井卻再也無法通往戰國時代。其後度過三年平凡的高中生活，最後因希望見到犬夜叉使得食骨之井又能再次通往戰國時代並與犬夜叉重逢。接著就在戰國時代居住下來並成为巫女。續作動畫《半妖的夜叉姬》揭露與犬夜叉育有一女諸葉。
彌勒（Miroku，聲：辻谷耕史（动画版、剧场版）→保村真（半妖的夜叉姬）、高城元氣（少年时期）（日本）／官志宏、吳文民（完結篇）、符爽（劇場版·華娛衛視版本）、李世揚（劇場版·Animax版本）、鈕凱暘（半妖的夜叉姬）（台灣）／羅偉民（香港））
年齡18歲，自稱是正義的法師，但是非常好色、而且是個花心大蘿蔔，在遇見犬夜叉及阿籬前，常以驅邪法事騙錢為生。經常摸珊瑚屁股，且總是被賞一巴掌。武器是錫杖及各式的符咒，由貪酒的夢心大師照顧長大，還有一隻狸貓-阿八為他的隨從。
在右手有名為風穴的洞。可以將任何物質吸入。彌勒的父親及爺爺都因敵不過風穴日久漸強的力量而被反噬。原因在於奈落的詛咒，唯有殺掉奈落才能破除詛咒，所以當彌勒遇到漂亮女孩時，一定會要求對方為他生孩子，目的是為了在被風穴反噬前延續下一代。最後奈落被打敗詛咒解除，與珊瑚結婚，育有兩女（雙胞胎）一子。續作動畫《半妖的夜叉姬》揭露兒子的名字為翡翠。
漫画特别篇中，阿籬回到战国时代后不久就参与消灭树妖根首的战斗，由于失去了风穴使得战斗力严重下降，最后在险些丧命的时候被珊瑚解救从而生还。
珊瑚（Sango，聲：桑島法子（日本）／馮美麗、雷碧文（完結篇、劇場版·華娛衛視版本）、李明幸（劇場版·Animax版本）、張乃文（半妖的夜叉姬）（台灣）／劉善君（香港））
年齡16歲，出身於一個驅魔師家族。衣服裡藏有各式的除妖武器及藥物，武器是一個用妖怪骨頭打製成的超大型迴力鏢飛來骨以及配戴的武士刀。
由於父親及同伴們因為任務中不慎因為奈落的詭計而被其受操縱的弟弟琥珀給殺害，琥珀自己亦中箭喪命，就連驅魔師村莊裡的村民也被奈落唆使的妖怪給殺害，因此成為驅魔師中唯一的倖存者。更被奈落用計誤以為犬夜叉是滅族仇人，在了解所有的實情後，為了找奈落報仇及拯救被操縱的弟弟琥珀，成為犬夜叉他們的同伴。在一路上收集四魂之玉的途中和彌勒之間互相發展出了情愫，為了壓制住他的花心費了很多苦工，最後與彌勒結婚，育有兩女（雙胞胎）、一子。續作動畫《半妖的夜叉姬》揭露兒子的名字為翡翠。
七寶（Shippou，聲：渡邊久美子（日本）／陶敏嫻、雷碧文（完結篇、劇場版·華娛衛視版本）、黃珽筠（劇場版·Animax版本）、連思宇（半妖的夜叉姬）（台灣）／鄭家蕙（香港））
外觀年齡7歲，小妖狐，父親被妖怪雷獸所殺。由於年紀還小的關係，所以說話總是比較直接。當犬夜叉在阿籬和桔梗兩人中間搖擺不定時，總是會一針見血地說出犬夜叉不想聽的話，更是阿籬聽了會很無奈的話。之後通常都會被犬夜叉給痛扁一頓。因為是小狐妖，所以法術都是比較沒攻擊性的障眼法及狐火，但有時也會跟雲母一樣，用狐妖术變成巨大的粉紅色球以當飛行工具，但似乎飛得很吃力。在奈落被打敗之後到處修行，準備妖術升級考試。
雲母
珊瑚的寵物，一隻二尾的妖貓（貓又）。平時體形嬌小、溫順可愛，但處於戰鬥狀態時，體形瞬間變身至原先的十數倍，長出如劍齒虎一般的一對獠牙，具有飛行能力，是珊瑚的坐騎和戰鬥助手。雲母原來是珊瑚家的寵物，是珊瑚的父親送給她和琥珀的禮物，和珊瑚、琥珀都有著很深的感情。動畫26集中，似乎和百年前的巫女翠子有主僕關係。在珊瑚家破人亡後一直跟隨珊瑚。在奈落被打敗之後跟隨琥珀到處修行。

### 輔助者
楓（Kaede，聲：京田尚子、伊藤实华（幼少期）（日本）／馮美麗、陶敏嫻（幼少期）、雷碧文（完結篇）、姚敏敏（劇場版·華娛衛視版本）、李明幸（劇場版·Animax版本）、連思宇（半妖的夜叉姬）（台灣））
桔梗的妹妹，五十年前與姊姊一起除魔時，右眼不慎受傷而失明。在姊姊桔梗過世後繼承姐姐的遺志負擔起保護村落的責任。待人和藹，她家常常成為犬夜叉一行人休息之處。結局時殺生丸將小鈴寄放在楓姥姥這裡。
冥加（Myouga，聲：緒方賢一（日本）／官志宏、吳文民（完結篇）、李世揚（半妖的夜叉姬）（台灣）/黃志明（香港））
一個跳蚤妖怪爺爺，曾是犬大將的僕人，行為好色但是見識很廣，經常幫助犬夜叉等人，但是一遇到危險便腳底抹油逃得不見蹤影。有一個未婚妻名叫生薑。當他出現時經常吸犬夜叉的血而被拍扁。除了吸血也能吸出毒液幫忙解毒，曾幫阿籬、珊瑚、彌勒吸出霧骨所設下的毒，讓已停止呼吸的三人得救。還能將各種藥物吃入肚中融合，製出解毒劑。
生薑（Shouga，聲：麻生美代子（日本））
僅在動畫中65話出場，冥加的未婚妻也是跳蚤妖怪，個性是從來不會輕易放棄，擁有附身能力在動物或是人類的身上（甚至是妖怪，像是半妖的犬夜叉），幾年前與冥加的雙親安排好指定婚約，但是未婚夫冥加行為好色經常在人類女性身上跳來跳去搞出一些風流，還把婚約的事拋諸腦後感到發怒，等犬夜叉一行人打敗巨大的蜈蚣妖怪後，為了追回冥加先是附身在珊瑚、彌勒和犬夜叉的身上，然後追急著先從雲母到七寶身上的冥加不放。直到犬夜叉捉到了冥加後才出現在犬夜叉等人面前，告訴他們所有事情的來龍去脈，讓犬夜叉等人不得不去痛罵冥加一頓。事後在日暮籬的提議下要她與冥加正式結婚，同時彌勒、珊瑚、犬夜叉和七寶也一起說服冥加。不過婚禮進行當中，冥加將自己替換成其他跳蚤，然後騎著一隻野貓逃跑，因此氣得她持續追著冥加不放。
刀刀齋（Toutousai，聲：八奈見乘兒（动画版、剧场版）→龙田直树（半妖的夜叉姬）（日本）／陳幼文、魏伯勤（完結篇）（台灣）/黃志明（香港））
本領高超的刀匠。鐵碎牙和天生牙的製造者，性格和冥加相同，與冥加同為犬大將的僕人。擁有吐火及搥打出岩漿的能力。曾有一個徒弟灰刃坊，可是他一味只做邪刀最後被逐出師門。
猛猛
刀刀齋的坐騎，能飛行。外貌是一頭有三顆眼睛的牛。
寶仙鬼（Housenki，聲：大友龍三郎（日本）／黃志明（香港））
犬大將的朋友，壽命非常長的大妖怪。專長是製出各種寶石；犬夜叉右眼中可以到達犬大將墓地的黑珍珠就是他製作的。此外還有聽見寶石心聲的能力。最後因認可了犬夜叉把自己的妖力給鐵碎牙，形成新的招式金剛槍破。他有一個兒子目前在閉關修行中。
八衛門狸（Hachiemondanuki，聲：中嶋聰彥（动画版）→茶风林（半妖的夜叉姬）（日本））
有變身及飛天能力的狸貓。稱彌勒為主人。有時也會跟雲母一樣，當犬夜叉一行人的飛行交通工具，不過沒有攻擊能力。续作当中受到戈薇的委托，带着刚出生的诸叶去找钢牙。
夢心和尚（Mushin'oshou，聲：藤本讓（日本）／黃志明（香港））
彌勒的師父，是一個喜歡酒跟女人的酒肉和尚。在彌勒的父親被風穴吞噬後，就開始將彌勒一手撫養長大。另外彌勒的好色本性似乎源自於他。
妖靈大聖（Youreitaisei，聲：永井一郎（日本））
受刀刀齋之託的妖怪仙人。因犬夜叉無法承受變強的鐵碎牙來到妖靈大聖住所接受修練。以幻術及鎖住鐵碎牙的方式鍛鍊犬夜叉，使犬夜叉能與鐵碎牙心心相映並得到尋找真正妖穴的能力。
藥老毒仙（Yakuroudokusen，聲：稻葉實（日本））
掌管毒物及藥物的妖怪仙人，擅長製造各種毒物及藥物。曾幫助珊瑚修補飛來骨，使飛來骨威力大增。也幫助彌勒不再為瘴氣所苦，使他能繼續用風穴吸收瘴氣（但是頂多只能欺騙自己）。

### 關係者
琥珀（Kohaku，聲：矢島晶子（日本）／陶敏嫻、王瑞芹（完結篇）、孟慶府（半妖的夜叉姬）（台灣））
年齡11歲。珊瑚的弟弟，是個內心堅強、溫柔善良的好孩子。因奈落的陰謀而被操縱殺害父親和同伴。背上被奈落給鑲上四魂之玉的碎片，靠四魂碎片復活後受前者的控制。在恢復記憶後忍著被姊姊珊瑚誤會為冷血的痛苦，在找到奈落的心臟前仍假裝被奈落控制，為了向害自己殺害父親與夥伴的奈落報仇，不過他只有告訴雲母這件事情。正式脫離奈落控制後就一直臥底在奈落身邊，完結篇時開始跟隨桔梗，桔梗與奈落的戰鬥中不幸戰死後轉而跟隨殺生丸。之後被曲靈給附身，雖然成功擺脫其身上碎片仍被奈落給奪走，幸好桔梗留在四魂之玉的一線光芒轉移到琥珀身上保住一命，最後姊弟倆才得以破鏡重圓。姊姊珊瑚結婚生子後在外地騎著雲母展開除妖修行的鍛鍊生活，並從刀刀齋拿到新的武器。
犬大將（Inunotaishou，聲：大塚明夫（日本））
電影版天下霸道之劍公開前後的官方網站發表鬥牙王的名字，之後再改回為犬夜叉和殺生丸之父。以西國（泛指日本關西地區）為根據地的大犬妖，和龍骨精一類的妖怪交戰，彷彿像黑道一樣的爭奪地盤之後更將勢力擴張到武藏國。在续作《半妖的夜叉姬》当中被提到與東國的妖怪首領麒麟丸的實力不相伯仲與勝負不相上下，在大約六百年前打敗初次見面的麒麟丸僅砍掉對方一隻角和一隻手，後來發現麒麟丸的女兒璃音在觀看時露出恐懼的表情後勸告麒麟丸不要把璃音帶上戰場（因為以璃音的個性，她在戰場上根本無法克服恐懼）。五百年前與麒麟丸合力擊碎隕石妖靈星掉落地球的碎片，曾經被麒麟丸的姐姐是露所仰慕但從未看透出她的愛意。
原作中犬夜叉說他父親在自己記事前就過世，其實並不代表一出生即過世。不過電影版第三部天下霸道之劍，劇情描述到犬夜叉父母的過去裡，當犬夜叉的父親封印龍骨精受重傷後，隨即去找犬夜叉的母親十六夜想要帶她逃離城邸，可是十六夜被武士剎那猛丸刺傷臨終前產下孩子，趕到後用天生牙救活十六夜，最後為孩子命名「犬夜叉」後與剎那猛丸的打鬥中葬身火海。在WIDE版訪談提到「將鐵碎牙給犬夜叉，相信他善良那面，能善用鐵碎牙保護自己與他人，天生牙給殺生丸，希望在追求強大的路上，內心也要鍛鍊，開發溫柔那面，一直相信自己的兩個兒子」。
十六夜（Izayoi，聲：井上喜久子（日本））
犬夜叉的母親，犬大將的側室妻子，一位家道中落、沒落的貴族的城戶公主，沒落的貴族人類公主。在電影版第三部天下霸道之劍中設定的名字是十六夜。
在大約戰國時代的兩百年前（鎌倉時代）遇上東方妖王犬大將（犬夜叉與同父異母長兄殺生丸的父親，統治西國的大犬妖）跟他相戀，促使曾暗戀自己的武士剎那猛丸對此感到不悅，在自己的住宅中懷著犬大將的孩子後在即將臨盆的晚上被猛丸給刺殺（十六夜一度勸猛丸帶著一些士兵與僧侶離開，因為他們全都不是能夠打贏犬大將的對手），猛丸派遣不少人馬對付犬大將失敗後指令放火燒毀豪宅。隨後犬大將用天生牙令十六夜復活，為了避免十六夜被火給燒傷而將火鼠袍遞給後者，還幫剛出生的孩子命名犬夜叉。之後叫她離開此地同時與追來的猛丸打鬥命葬於火海。後來因為犬大將為了救自己與兒子犬夜叉而犧牲，然後沉痛傷心地留下的眼淚形成通往犬大將在人界和冥界之間墳墓通道的黑珍珠，然而在某段時期照顧著流有人類和妖怪的血源的半妖犬夜叉，所以一直受到其他貴族的輕視。經常都會在犬夜叉身邊安慰他的同時也對此事感到特別感傷。在身體不好的情況與家破人亡後便病逝，而犬大將給予她的火鼠袍和裝著口紅的貝殼便成為給兒子犬夜叉的遺物。
裏陶（Urasue，聲：太田淑子（日本）／蔣篤慧（台灣））
妄想要得到四魂之玉的妖婆，奪走墓土與桔梗的骨灰加上捉走桔梗轉世的阿籬後，使用穢土轉生之術將桔梗復活。原本是希望桔梗能夠幫她搶奪四魂之玉，沒想到桔梗在復活後仍然保有自己的意識並且被桔梗的靈力給消滅化為塵土。
彌萢
彌勒的祖父，曾在電影版《鏡中的夢幻城》被提到親自封印五十年前假冒天女的神久夜然後把她關入生命之鏡。在五十年前一直跟蹤擁有變身能力奈落希望能夠將他早日消滅。不過有一次奈落化身為漂亮的公主並且居住在一個城堡中。由於無法抵抗外表美麗的女孩陷入殘酷的陷阱想要驅除奈落，不但被奈落破解法力同時在右手上穿一個洞。也就是被詛咒的風穴，這詛咒都隨著時間流逝而增大逃不了被吞噬的命運。即使有子孫但詛咒依然會傳到下一代直到家破人亡為止。最後因為敵不過風穴日久漸強的力量而被反噬。
朴仙翁（Bokusen'ou，聲：鈴木泰明（日本））
高齡兩千歲的樹妖，知曉許多知識和事情，鐵碎牙和天生牙的劍鞘都是用它的枝幹做成的。
犬大將的家臣中最德高望重的一位，是少數不會被殺生丸拔刀相向的妖怪，所以刀刀齋和冥加把「天生牙交給殺生丸」這個危險的任務托付給他。
死神鬼（Shishinki，聲：佐久田修（日本）／魏伯勤（完結篇）（台灣））
曾經與殺生丸與犬夜叉父親對戰的妖怪，但最後以落敗收場，臉也因此受傷，是知道天生牙秘密的人之一，因此多數挑釁殺生丸，後被天生牙與鐵碎牙產生共鳴所發出的「完整的冥道」給消滅。
翠子
四魂之玉的創始者。是由她的靈魂與一些合而為一的妖怪靈魂所誕生的，四魂之玉之所以要有人繼續淨化是因為玉的內部仍尚存有妖怪的靈魂，而翠子的靈魂與妖怪的靈魂仍在玉中爭鬥。最後四魂之玉消失連靈魂也一同成佛。

## 桔梗關連
桔梗（Kikyou，聲：日高範子（日本）／王瑞芹、李明幸（劇場版·Animax版本）、許淑嬪（半妖的夜叉姬）（台灣）／鄭家蕙（香港））
年齡18歲（得年）。靈力強大，守護、淨化四魂之玉的巫女，也是阿籬的前世。犬夜叉的初戀情人。五十年前她與犬夜叉本該是敵人，卻因處境相似而相惜相愛，答應要使用四魂之玉的力量讓半妖的犬夜叉成為真正的人類，但是他們兩人都因奈落陰謀產生誤會，讓桔梗以為犬夜叉欺騙她，犬夜叉也以為桔梗的目的是要殺他，最終兩人相互追殺，愛著犬夜叉的桔梗不忍心殺掉犬夜叉只射出封印之箭把他封印在時代樹上。桔梗也因重傷過世和四魂之玉一起火化消失。
五十年後鬼婆裡陶使用法術妖術把桔梗的墓土跟骨灰結合，再捉住的阿籬身上取出靈魂使桔梗復活，後來阿籬取回靈魂但是屬於桔梗的記憶拒絕回去繼續留在桔梗體內，由於沒有靈魂可以活動只能依靠死魂蟲抓取死去的少女的靈魂來維持活動。復活後的桔梗對犬夜叉懷者愛恨兼備心情要與犬夜叉一起同歸於盡，被阿籬阻止後與楓交談後得知當年因為奈落陰謀使兩人誤會相殺，雖然愛意還在但遺憾已經不能以活著的身體和他在一起。
起初對自己的轉世的阿籬有嫉妒的心理，但是後來變得能夠並肩戰鬥也欣賞阿籬的寬容和善良。白靈山一役後被奈落攻擊身受重傷被阿籬所救，最終在與奈落的戰鬥中因敵不過奈落的邪氣，之後在犬夜叉懷中死去飛散為光。其靈力留在四魂之玉的一線光芒轉移到珊瑚已故的弟弟琥珀身上讓他復活過來。
死魂蟲
為使桔梗的身體活動而運送死去少女的靈魂的式神，可以讓桔梗方便移動、引導要見面的人、傳遞訊息。
胡蝶／飛鳥（Kichou／Asuka，聲：增田由紀／清水香里（日本））
桔梗的式神。呈現童子型態。最後犧牲自己保護好珊瑚的弟弟琥珀。兩人性格如桔梗本人淡定沈穩。

## 殺生丸一方
殺生丸（Sesshoumaru，聲：成田劍（日本）／官志宏、吳文民（完結篇、劇場版）、李世揚（半妖的夜叉姬）（台灣）／羅偉民（香港））
外觀年齡19歲。犬夜叉同父異母的哥哥。是一個面無表情且沉默寡言的美貌貴公子，犬夜叉的死對頭之一。跟犬夜叉不一樣，是個真正的犬妖，原型是一隻巨大的白犬，面有月牙和妖纹，实力在犬夜叉之上。
使用过的武器：毒华爪（利爪）、毒鞭（光鞭）、蒼龍破（由殺生丸自身所發出的奧義，無論手上拿什麼劍都能使出；在本劇極少出現，只在電影版第三部－天下霸道之劍、第四部－紅蓮的蓬萊島和完結篇第二集稍微出現）、天生牙（父親的遗物，擁有「一刀救百命能力」的治癒之刀，能斩殺冥界生物，完結篇起擁有作为武器的功能—冥道殘月破，之後被迫將修練好的「冥道殘月破」讓渡給犬夜叉，恢复成原本的治癒之刀）、鬥鬼神（由奈落的分身悟心鬼的牙齒，透過刀刀齋逐出師門的徒弟灰刃坊打造，一度用來作為主要的戰鬥武器，後於對抗魍魎丸時為突破其冥王獸鎧甲而被折断）、爆碎牙（並非父親的遺物，而是屬於他自己的刀，一直存在於其體內，必須要徹底超越父親才會甦醒，被該刀斬過的身體不但不能重生，而且會繼續破壞該連接的部分）。
一開始出場是個冷酷無情的人：因為自從繼承自父親的天生牙是一把救人的刀，無法斬殺現世的任何東西，為了爭奪具有強大攻擊力的鐵碎牙而被犬夜叉砍斷左手臂。起初多次與犬夜叉展開廝殺，且下手狠辣手段残忍。雖然理論上是哥哥，但由於弟弟犬夜叉是半妖的關係，因此非常瞧不起犬夜叉，也絕對不會承認犬夜叉是他的弟弟。
在一次與犬夜叉爭奪鐵碎牙的爭鬥中，天生牙首先認可殺生丸為主人，並張開結界保護被風之傷攻擊的殺生丸，但殺生丸仍被風之傷砍成重傷無法動彈，從那之後多話的他變得沉默，那時人類少女-鈴不顧生命危險照顧重傷的他。被鈴的笑容打動，在鈴被妖狼族狼群給咬殺後，由於無法忘懷她對自己綻放的笑容，將天生牙拔出刀鞘並斬殺冥界使者救活她（殺生丸首次使用天生牙），後一直帶著她踏上旅行。自從遇到鈴後，殺生丸開始注意周圍的人事物，話語中也漸漸顯露出溫情。後期若有似無的幫助犬夜叉，也漸漸能對神樂、桔梗、珊瑚等其他角色的所作所為產生理解和同情。
完結篇中在修練冥道殘月破的過程中，因為鈴的再次死亡，為天生牙無法救活鈴而棄劍，亦體會到失去所愛的悲傷和恐懼，產生對眾生的憐憫。其母（原作中沒有告知其名，流傳的名字皆為同人創作）教導他不可輕忽生命的珍貴，不要自傲認為有天生牙就不畏懼死亡，要以慈悲之心葬送敵人，自此天生牙成為「一刀救百命的寶刀」。後來因為遇見死神鬼，才得知父親原本要讓自己所練成的「冥道殘月破」再次讓渡給犬夜叉，為此感到非常憤怒。後面透過奈落利用神無之鏡將兄弟倆人引入冥道，讓渡「冥道殘月破」給犬夜叉的同時，也斬斷對犬夜叉的恨與對父親的執著，對鐵碎牙不再留戀。在與曲靈的戰鬥中，因為不再留戀鐵碎牙而得到新的左手臂跟新的武器「爆碎牙」，超越了父親。在奈落體內消滅曲靈之後，參與對奈落的最後決戰。奈落死去的三年後，阿籬回歸戰國時代，他同時也恰巧出現在村莊上空（專程送衣服給鈴），被阿籬稱呼一聲「大哥」，瞬間僵了一下，感覺不爽，也讓在阿籬一旁的犬夜叉藉此感到不愉快。續作動畫《半妖的夜叉姬》揭露與鈴育有半妖血統的雙胞胎女兒：日暮永遠和剎那。
在高橋留美子的訪談中透漏，犬大將對兩個兒子的心意是：「鐵碎牙給犬夜叉，相信他善良的一面並希望他能有自保的能力，天生牙給殺生丸，除了追求力量，也要鍛鍊內心，開發自己善良仁慈的那一面」。殺生丸的改變是與鈴的相遇開始，他在故事中是一個擺脫執念並且成長的角色。
在廣播劇中以快速繞口令向鈴表白（犬夜叉のワイド版特典ドラマCD）。
邪見（Jaken，聲：長（日本）／陳幼文、魏伯勤（完結篇、劇場版·華娛衛視版本）、林谷珍（劇場版·Animax版本）、孟慶府（半妖的夜叉姬）（台灣）／黃志明（香港））
殺生丸的隨從，矮小力弱的妖怪，貌似像河童，對殺生丸有絕對的忠誠心。原作中並沒有描述邪見跟隨殺生丸的經過（在原作及犬夜叉完結篇殺生丸母親首次登場時，邪見並不認識她，顯然邪見並非殺生丸的家臣）；在動畫版中，邪見曾經是某支妖怪軍團的首領，接著因看見殺生丸的力量而拋棄原有的軍團，並且自願跟隨。
手上拿著「人頭杖」（動畫中是殺生丸送他，但原作中人頭杖是尋找父親墓地的關鍵物品，在WIDE版訪談中也有提到原本是為了有個角色能拿著人頭杖，所以才創造邪見，因此應該不是殺生丸隨意取來送給邪見的物品），上面有老人跟一個女人的頭，能產生把人燒到骨頭都不剩下的火焰。
自從殺生丸救了鈴並帶著她一起旅行後，平時的工作主要是照顧鈴，不知從何時開始，意識到鈴對殺生丸的重要性，沒保護好鈴就會有生命的危險。因為殺生丸從來不表露自己內心的感情，所以有時邪見會主動替殺生丸說出內心感受，甚至替他哭泣（當然都是未經允許的），殺生丸心情不好的時候就會拿他來出氣，一般是無視其存在而直接從其身上走過。
鈴（Rin，聲：能登麻美子（日本）／陶敏嫻（第35集至52集）→馮美麗（第66集起）、王瑞芹（完結篇·華娛衛視版本）、黃珽筠（劇場版·Animax版本）、張乃文（半妖的夜叉姬）（台灣））
跟隨殺生丸的人類小女孩，没有任何特殊能力，本性善良開朗。三年前目擊到父母兄弟全都被土匪給殺掉所以無法開口說話（失語症），加上營養不良導致身形較同齡嬌小，因此偷竊食物而被村民給挨打一頓，當村莊的村民被狼群襲擊下滅村後也遭到攻擊致死被殺生丸以天生牙所救。因此追隨著殺生丸。
雖然最初一再被拒絕，但仍堅持照顧身受重傷的殺生丸。她是第一個讓殺生丸使用「天生牙」救活的人。曾有機會去到人類的村莊生活，但因家人被惡人滅門的經歷使她寧願選擇跟隨殺生丸。有著堅強與溫柔的心，讓她對四周的人都非常和善，對於曾經想要對她不利的神樂與琥珀都不計前嫌地施以援手，對於桔梗在白靈山的救助也心懷感激，也因為這份溫柔與堅強使一同旅行的殺生丸與邪見也漸漸因為她而改變，無時無刻都保護她的安全。
在修煉冥道殘月破的過程中再次死去無法再以天生牙拯救，使殺生丸說出『這個世界上和小鈴相等價值的東西，根本不存在！』這樣的話。鈴最後被殺生丸的母親用冥道石救活，雖然表面上殺生丸沒有表露情緒，但邪見說這可能是殺生丸最高興的時候。結局時暫時與楓姥姥一同生活，為了能在妖怪世界與人類世界作選擇，學習普通人的各種生活技能。對於殺生丸每次的前來與贈送的東西（日本習俗中，只有家人或婚約對象會贈送和服），都感到相當開心。續作動畫《半妖的夜叉姬》揭露與殺生丸育有半妖血統的雙胞胎女兒：日暮永遠和剎那。
阿哞
雙頭會飛的妖獸，殺生丸的坐骑，口能喷火（很少用），殺生丸本人極少使用，多為小鈴騎乘。名字是小鈴取的，之後殺生丸與邪見也這麼叫。
殺生丸的母親（聲：榊原良子（日本）／周文瑛（香港））
和殺生丸一樣是狗妖怪（犬族），犬大將的元室妻子，額頭上有月亮標誌，與兒子殺生丸長的十分相像，個性有點腹黑。理性、話語冷淡，对待事物一般显得漠不关心，给人无法揣摩内心的感觉。实际内心深处很关心自己的儿子杀生丸，曾劝阻杀生丸进入冥道，也在杀生丸因失去铃而悲伤时严辞教导杀生丸。在目睹杀生丸的心性的变化后感到诧异。脖子上配戴著丈夫犬大將所給予的「冥道石」項鍊能夠開啟冥界之門。說話口是心非。除了殺生丸之外從來不記自己認為是小人物的人的名字。住在雲端的宫殿有众多妖兵來把守。
在原作466話（完結篇第9話）中登場，身穿紫色高貴典雅的衣服與毛皮披肩，面有妖紋和月牙，個性涼薄，和兒子殺生丸十分相似。使用犬大將留給她的冥道石試煉殺生丸的能力，藉以修練冥道殘月破。從中教導兒子珍視生命的慈悲之心，在拯救所爱的人同时也可能会有失去的恐惧与悲伤，最終她透過冥道石救活小鈴。然而她告戒殺生丸以後不會再有救玲的下一次機會，同時也指出珊瑚的弟弟琥珀一旦失去四魂之玉碎片，與小玲一樣都無法透過天生牙之類的方法復活。她看到杀生丸见到铃苏醒时的反应有点诧异，並指出他在奇怪的地方和犬大將非常相似（喜歡人類女子）。
在漫畫及動畫中沒有設定其名字，通常都直接以殺生丸之母表示。

## 妖狼族
鋼牙（Kouga，聲：松野太紀（日本）／陳幼文、魏伯勤（完結篇）（台灣）／羅偉民（香港））
外觀年齡15歲。妖狼族少主。曾放任狼群殺害了許多人類，原因是為了吃飯（就跟人類獵捕動物來果腹同樣的道理），後來因為阿籬而不再將人類當作食物的一種。
曾經受到奈落設下的詭計，讓鋼牙誤認犬夜叉為殺害妖狼族的兇手，還讓他們兩人互相殘殺，在得知事實後就此放下仇恨。還曾擄走阿籬，後來卻愛上阿籬，經常和犬夜叉鬥嘴，被犬夜叉稱做瘦皮狼／破病狼（完結篇），是犬夜叉的死對頭之一。曾與殺生丸狹路相逢。
在動畫裡和一個叫菖蒲的妖狼族少女有婚約卻忘記了。但再次看到「月虹」時，就記起來，但依然暪着菖蒲他記起兩人之間的婚約。
由於天生良好的警覺性，加上腳上鑲著兩塊四魂之玉碎片的力量，鋼牙的速度可說是一流的（逃跑時也是）。
完結篇於妖狼族聖域獲得武器「五雷指」，但四魂之玉碎片受到翠子（綠子）的影響，雙脚會忽然無法動彈，導致最終還是被奈落奪走，之後未再出現，漫畫版並無交待其後續結局，動畫版最後和同為妖狼族的少女菖蒲結婚。
白角（Hakkaku，聲：岸尾大輔（日本）／劉傑（台灣））
經常和銀太跟着鋼牙的妖狼族。稱日暮籬為「阿籬大姐」。害怕殺生丸。
銀太（Ginta，聲：吉野裕行（日本）／官志宏、吳文民（完結篇）（台灣））
經常和白角跟着鋼牙的妖狼族。稱日暮籬為「阿籬大姐」。害怕殺生丸。
菖蒲（Ayame，聲：嘉數由美（日本）／陶敏嫻（台灣））
住在北方深山的妖狼族少女，在兒時被妖怪襲撃，幸得鋼牙相救，還訂下婚約，但多年後的鋼牙卻忘記。因奈落的關係，菖蒲要趕快和鋼牙結婚，鋼牙卻完全忘記了，後來還認定了阿籬為情敵，之後發現鋼牙只是單戀阿籬而釋懷，最後就暫時離開。
為動畫原創的角色之一。動畫版最終如願跟鋼牙結婚。
長老（Chourou，聲：中博史（日本））

老狼（聲：西前忠久（日本））

妖狼族的祖先（聲：中博史（日本））

灰（Kai，聲：西墻由香（日本））
妖狼族的小孩。夢幻之白夜為了奪取鋼牙的四魂碎片，指使妖怪滅了一個妖狼村，並以芯太為人質，威脅灰去攻擊鋼牙。
芯太（Shinta，聲：齋藤桃子（日本））
妖狼族的小孩。灰的弟弟。

## 奈落一方
奈落（Naraku，聲：家中宏（未變化）→森川智之（人見陰刀）（日本）／陳幼文、魏伯勤（完結篇）、李香生（劇場版）（台灣）／羅偉民（香港））
本劇終極敵人，為劇中眾人之宿敵。名字源於梵文 Naraka 捺落迦／奈落，意為「地獄」。 外觀年齡23歲，外貌為原「奈落城」少主人見陰刀。是由「蠱毒」之術合成的妖怪集合體。前身是一個無惡不作的人類強盜─鬼蜘蛛。身體與妖怪融合後，知曉桔梗與犬夜叉相愛時，妖怪的想法取代人類的愛慕，使計令桔梗與犬夜叉反目成仇，再藉此取得完全污染的四魂之玉。曾經為了想擁有看見四魂之玉的能力而企圖吸收阿籬。
奈落是個半妖，與犬夜叉不同的是：他可選擇任何時候變回人類並重組身體。他取得接近原形的四魂之玉後，增加了得以分割身體一部份為分身的能力，其分身為神無（無）、神樂（風）、悟心鬼、獸郎丸、影郎丸、無雙、白童子、嬰兒（心臟）、夢幻的白夜等。由於將心臟分離身體的關係，因此不管身體如何被粉碎亦能活下來，戰鬥時也是正面迎戰，完全不會逃避，只要張開結界吸收對手的攻擊並加以反彈回去即可，這是他的強大及自豪之處。體內全由瘴氣組成，因此雲母曾經咬他時中了毒，也是彌勒風穴的弱點。
在最後的戰鬥中終於想起，自己真正的願望只是想要得到桔梗的心而已。被阿籬以破魔之箭射穿四魂之玉而滅亡，在死後靈魂被困在四魂之玉中，等待阿籬向四魂之玉許願，如果阿籬許下的願望並非唯一正確的願望，那麼自己將得以復生，在四魂之玉內繼續與阿籬（善方靈魂）戰鬥。
結局前對四魂之玉許下願望，但願望內容未直接公佈，依劇情推測，應是在自己死去的一剎那，利用偷來的冥道殘月破將阿籬吸入四魂玉（此事先前已由夢幻的白夜施行），並讓四魂之玉得以用孤獨為脅迫，引誘阿籬許願。直到四魂之玉永遠消失後才終於正式消滅。
鬼蜘蛛（Onigumo，聲：家中宏（日本））
奈落以人類強盜的前世。心性多疑，曾引誘野盜勘助去殺害守護四魂之玉的巫女桔梗，企圖搶奪身為「羅剎鬼」勘助的野盜老大地位，然而計畫失敗、被勘助用炸藥造成重傷後，從山崖丟下。被桔梗救了之後，因為愛慕與想要佔有她，將靈魂獻給長時間監視犬夜叉與桔梗的妖怪，讓妖怪與他的木乃伊遺體融合，不料鬼蜘蛛的人心卻被妖怪的邪念覆蓋，導致奈落就此誕生。
50年後，奈落為捨棄對重生的桔梗的感情而丟下人型肉塊，一開始人形肉塊以無臉無名型態狩獵人臉，直到遇見一位僧侶無雙後奪走他的臉皮和名字，能夠自由操縱自己的身體形態，並且具有無限恢復的能力。向犬夜叉道出，當時身體被妖怪搶走了主控權，因此傷害了心心念念的桔梗，最後被因為領悟到自己還是需要自己以前的存在的奈落重新吸收回體內。
最猛勝（Saimyoushou，出現集數：47 (須補充)）
像黃蜂一樣的地獄蟲，是奈落的使者，可以取送東西、傳送消息、跟蹤、監視。此外還帶有強烈的劇毒，與奈落體內的瘴氣同樣是彌勒風穴的弱點。
第一妖怪·神無（Kanna，聲：尤加奈（日本）／馮美麗（第41集至69集）→王瑞芹（第111集起）（台灣））
外觀年齡10歲。人形，身穿白色衣服。奈落第一個出場的分身，神樂的姐姐。身上不具妖氣與氣味，因此初次登場時犬夜叉一行人都沒有發現她的存在。手上所持的鏡子可以吸取靈魂，但是有限度的，阿籬的靈魂過於巨大，無法完全吸收。鏡子也可反彈敵人的攻擊。把鏡子打開後，會出現鏡妖，能複製敵人的武器來攻擊對方。
沉默寡言不多話，看起來沒有自己的想法跟感情，像人偶般完全遵從奈落，因為她是「無」。但這是表面上，實際上她的心中對神樂抱持著姊妹之情，在神樂被奈落殺害之後她的那份感情甦醒，常會想到死去的神樂以及神樂掛在嘴邊的自由，她因此而(疑似)背叛奈落，最後被奈落握碎心臟而死(原本奈落希望讓其與犬夜叉一行人同歸於盡，但沒成功)。臨死前向阿籬透露四魂之玉的光芒會殺掉奈落。
第二妖怪·神樂（Kagura，聲：大神泉（日本）／陶敏嫻、雷碧文（完結篇）（台灣）／劉善君（香港））
外觀年齡17歲。人形，身穿紫白相間的和服。奈落第二個出場的分身，神無的妹妹。除了與奈落的氣味相同，背上也有鬼蜘蛛的印記。自稱風之使者，有一把可以控制風的扇子，同時可以用頭上的羽毛飛行，可用扇子使出「風刃之舞（風刃の舞）」、「屍舞（屍の舞）」、「龍蛇之舞（竜蛇の舞）」等。對於自己掌控風的能力相當自豪，曾在奈落的指示下殺死妖狼一族，並嫁禍給犬夜叉。
由於心臟被奈落掌握，神樂一直嘗試著脫離奈落的掌控，因為她是「風」，不希望受到任何人的束縛，因此在之後會暗地幫助奈落的敵人犬夜叉和殺生丸，對於同樣受到奈落束縛的人也相當在意，曾經幫助過琥珀逃離白童子和奈落的魔爪。與殺生丸多次接觸，對殺生丸抱懷期望，希望他能打敗奈落。
在放走琥珀背叛奈落之後，奈落假藉放她自由將心臟還給她，爾後立即刺穿她的身體將瘴氣灌入體內，遇見殺生丸時身體已經逐漸被瘴氣侵蝕，連天生牙也救不了。臨死前獲得了心中所嚮往的自由，說道：「我是一陣風，自由的風」，最後在殺生丸面前含笑而逝。
第三妖怪·悟心鬼（Goshinki，聲：佐藤正治（日本））
奈落的第三個分身，可以讀出人的心思，讓犬夜叉一行人陷入苦戰，牙齒極其堅固，曾經咬斷過鐵碎牙，可見其牙齒的堅固程度。他自認為比自己的姐姐們(神無和神樂)要強，但是卻被妖化的犬夜叉所殺。但由於他堅固的牙齒，最後被灰刃坊用為鑄造殺生丸的劍—「鬥鬼神」。
第四妖怪·影郎丸（Kageroumaru，聲：山崎巧（日本））
奈落的第四個分身，存活於獸郎丸的身體中，從獸郎丸口中出來，身形較小，貌似獸郎丸，兩只手很像螳螂，沒有下半身；速度比獸郎丸更快，能在地底快速鑽行。非常凶殘，喜歡殺死對手然後吃掉。
影郎丸與獸郎丸除了身體以外，外貌基本相同，給人的感覺是殘忍和邪氣，他們的實力都很強。雖然是奈落的分身，但卻並不聽從奈落的命令，獸郎丸只聽影郎丸的命令。在與犬夜叉和他的伙伴們的打鬥中多次處於上風，最後在珊瑚以妖毒的幫助下，被犬夜叉用鐵碎牙劈散成灰。
是奈落分身中的消耗品，操控獸郎丸——唯一一個心臟沒在奈落那裡的分身。
第五妖怪·獸郎丸（Shuuroumaru，聲：山崎巧（日本））
奈落的第五個分身。人形，有著一頭銀色泛紫的長髮，一雙冷峻無機的雙眸，嘴唇為深紫色；敏捷的身手，機械地與犬夜叉一行人戰鬥。剛開始戴著面罩（為了封印住在他體內的影郎丸）和有長錬的手銬，從不說話，但總是像殭屍一樣的呼氣。
只聽從影郎丸的命令，敵我不分，奈落自己都說：「一旦解開手銬的獸郎丸，誰都擋不住」，殺掉奈落的傀儡。後來在珊瑚以毒的幫助下，他被犬夜叉和鋼牙聯手幹掉。
第六妖怪·嬰兒/白童子（Aka-chan / Hakudoushi，聲：小林愛（日本）／馮美麗、王瑞芹（完結篇）（台灣））
奈落在白靈山分離出來的人類之心（對桔梗的愛慕封印在白靈山）。可窺視別人的心靈，感覺不到痛苦與悲哀。被一位高僧（萬愿寺的神泉和尚）用法力劈成兩半，分裂為嬰兒與白童子。後來奈落將把心臟放入嬰兒體內，並給他一顆寶玉「不妖璧」，可以隱藏妖氣。嬰兒在身體外由白童子製造了一個外殼，為「魍魎丸」，打算聯手取代奈落。最後因背叛奈落被發现（其實奈落知道嬰兒遲早會背叛他，故意讓嬰兒幫助自己吸收妖怪），再次被奈落給吸收。
另一半的白童子為少年的模樣。性格腹黑孤傲，對敵時常常會親自出面殺掉對方而不在乎弄髒雙手。登場時率先殺死煉獄鬼，騎著認同他強大實力的妖馬─炎蹄，手上拿著長薙刀（從煉獄鬼搶來的）。最後在與犬夜叉等人的戰鬥中因背叛奈落，打算取而代之，可惜終究瞞不過奈落，不只是周圍的結界被解除，同時也失去最猛勝的保護，接著被彌勒吸進了風穴。
魍魎丸（Mouryoumaru，聲：寺杣昌紀（日本））
人類型態的巨大妖怪。是白童子蒐集了千萬的妖怪製造出的怪物，然後以人類的魂魄使它可以活動。最初是在白童子身邊出現，可是完結篇第一集卻一直以御靈丸的外貌偽裝，遇見犬夜叉一行人時才現出原形。主要用來當嬰兒的外殼，最後因為奈落假裝自己獻身給魍魎丸吸收，就被奈落在內部侵蝕而亡，奈落亦接收其所有能力並吞噬嬰兒。
第七妖怪·夢幻的白夜（Mugen No Hyakuya，聲：真殿光昭（日本）／魏伯勤（台灣））
奈落最後的分身，同時也是對奈落最為忠誠者。出場時通常會以「喲」、「唷」等作為招呼語。個性有些多話。可以藉由眼睛的分離，來觀察任何景象，若奈落把觸手放入夢幻的白夜眼睛脫離後的空洞也可看到夢幻的白夜脫離之眼的景象。比起攻擊，他較擅長當個觀察者，可使用紙鶴來飛行。奈落本體受傷的話，夢幻的白夜也會受傷。背後有一把奈落給他的可吸收妖力之隱形劍，不過只能使用一次。最終決戰時拿去吸收犬夜叉放過冥道殘月破之後軌道上的妖力，之後拿去攻擊阿籬，犬夜叉見狀亦使出冥道殘月破將他擊敗，而他也認為自己的使命已經完成後消失。
巨大死魂蟲（Kyodai Shinidamachuu，出現集數：47）
吃掉死魂的妖怪。奈落派它來吸取桔梗身上的死魂來消滅她。後來被犬夜叉以鐵碎牙輕鬆地橫剖為半，釋放出體內所有死魂。
炎蹄
是一匹行動迅捷的妖馬，可日行百里，非常人所能驾驭，只認同強者為自己的主人。四蹄有烈焰，可以噴火攻擊，還能使出破壞力非常強大的迫擊砲。原本跟煉獄鬼（れんごくき）一起被神泉和尚各個封印的，由於神泉和尚被神樂所殺，封印也因此被解除，後來尋找自己的主人煉獄鬼，但是看見白童子時卻認同他強大的力量，選擇後者為新主人，煉獄鬼也接著被白童子所殺。之後為掩護白童子逃走，向犬夜叉一行人展開戰鬥，最終在山洞裡被犬夜叉以爆流破徹底擊敗。
此角色造型很像《神奇寶貝》的「小火馬」、「烈焰馬」。
紅牛魔（Benigyuuma，聲：西前忠久（日本））
曲靈（Magatsuhi，聲：草尾毅（日本）／劉傑（台灣））
四魂之玉中邪惡意志的靈魂，具有附身能力，因懼怕日暮籬的強大靈力而在其出生時就將她的靈力給封印起來。曾經附身在琥珀、小鈴身上，可惜最終被逼出。最後附身在犬夜叉身上，但是犬夜叉龍鱗鐵碎牙展開的妖穴捕捉到他無法脫逃，接著被殺生丸用天生牙消滅（因為曲靈並非人世間的怪物，只有殺生丸的天生牙才能消滅他），阿籬原本被賦予的強大靈力也因此恢復。殺生丸表示曲靈選擇最糟糕也更不該附身的對象。
長毛妖（聲：[]]（日本）／(配音員)（台灣））
奈落拋下的分身，長滿頭髮只有一張大嘴巴，奈落逃走後，被丟在奈落城，因為想要四魂之玉碎片將鋼牙吞下肚，最後被鋼牙殺掉而死。

#### 關係者
人見蔭刀（Hitomi Kagewaki，聲：森川智之（日本）／官志宏（喪命前）（台灣））
一位年輕的城主，因妖怪的陰氣而長期生病。他讓奈落成為自己的軍師，並且讓奈落提供情報給他。最後被利用自己的容貌的奈落所殺，城堡更被後者給奪走。蔭刀和奈落容貌稍微不同，蔭刀的眼神沒有任何的邪氣，慵散又很溫柔。
龍骨精（Ryuukotsusei，聲：井上和彥（日本））
犬夜叉父親的宿敵，外似一條龍，在龍頭的上方又著一張臉孔且臉上有著紫色的傷痕，身體比鋼鐵更堅硬，這是他的自豪之處。當年犬夜叉父親跟龍骨精打鬥時因為他已經身負重傷，所以只是在他身上刺下了他的爪子暫時封印而已。
現今封印被奈落解除，同時應犬夜叉要求展開戰鬥，當然揮舞著沉重鐵碎牙的犬夜叉完全敵不過，接著鐵碎牙失手，犬夜叉又再度妖化。不過最後在阿籬的呼喚下清醒，同時讓鐵碎牙沾上龍骨精之血變得輕盈，且能隨心所欲的使出風之傷。戰鬥到了最後，犬夜叉學會了爆流破，並成功消滅掉他。
阿椿（Tsubaki，聲：山田美穗／老年化：有馬瑞香（日本）／馮美麗（台灣））
五十年前跟桔梗擁有相同地位的巫女，視桔梗為競爭對手。由於不被獲選為四魂之玉守護者，企圖用式神偷襲桔梗不成卻被後者給反傷從此自甘墮落成為黑巫女，主要以黑巫術詛咒諸侯、城主、將軍等人死去。曾對桔梗設下「愛上男人會不得好死」的詛咒。
現今，為了想要保有青春美貌而想奪取四魂之玉，而奈落達成她的心願並將四魂之玉借給她，讓她得以返老還童，並受奈落之託以黑巫術控制阿籬讓她與犬夜叉自相殘殺，可惜無法得逞。失敗後逃往多寶塔，唆使看守的巫女紅葉與牡丹和犬夜叉一行激戰，她就趁機以咒語「開啟的是鬼之門、招來的是金色之魂」解除了塔內鬼怪的封印，並利用四魂之玉吃掉了鬼怪與之合體使自己巨大化，向犬夜叉一行人展開大反撲。最後被犬夜叉以爆流破擊敗，四魂之玉也被神樂（原為最猛勝，但馬上被珊瑚打死）給回收，由於同時失去四魂之玉與妖怪的力量導致變回老年模樣，在說道：「我阿椿~才是最強的巫女！」的當下化作灰燼死去。
千里耳（Mimisenri，聲：西村淳二（日本））
沉睡於湖中的仙人，能聽見此世與彼世的交接處在哪。類似媽祖身邊的順風耳，可以聽到很遠的聲音，曾協助奈落找出最後一塊四魂之玉的碎片所在之處。
阿毘（注音：ㄆ一ˊ）（Abihime，聲：島津冴子（日本））
性格残暴的御鳥公主，為了幫母親解毒，指揮一群吸血妖鳥到處攻擊人類以吸取人血，擁有的武器三叉戟是奈落贈予她的。當母親被奈落殺掉後，自己也隨即被奈落消滅了。
鐵雞（Tekkei，聲：麻志那恂子（日本））
來自彼世的妖怪，阿毘的母親。外型類似為怪鳥波山。因為吃下一隻類似為蜘蛛型態的毒鬼妖怪而中毒，使女兒阿毘四處吸取人血藉此解毒。在吸足人血解毒後企圖將奈落吞下肚不料遭到對方給斬首，以牠的血形成的河流開啟進入彼世的通道。
冥王獸（Meioujou，聲：西前忠久（日本））
巨大的烏龜妖怪，在數多妖怪之中他擁有最堅固的鎧甲。被魍魎丸吸收為最強防禦。
白心上人（Hakushinshounin，聲：松岡文雄（日本））
是一個一生行善、道行高深的和尚，病重之際為了回應眾人的求助，決定圓寂成即身佛繼續守護大家。沒想到死前一刻，因為對生存的眷戀與對黑暗的恐懼，肉身雖然成為即身佛以聖潔的結界守護眾人不被妖怪所害，但靈魂卻迷茫痛苦的留在黑暗中被奈落趁機蒙蔽，利用他強大的結界守護奈落，使奈落順利完成身體的重組。最後被彌勒以風穴吸走所製造成結界的法器然後因桔梗感化而成佛。
二枯仙
原本是一位仙人，得四魂碎片後成了妖怪，但其仙力（精命幹）還在，能夠無限修復身體。
金禍/銀禍（Kinka / Ginka，聲：保村真／遠藤大輔（日本））
雙胞胎妖怪，彼此之間既是兄弟也是天敵，兩者只能存在其一是早於出生時便烙刻於靈魂中的意志。在漫畫最後有和好，但動畫則無，被魍魎丸吸收為攻擊的能量。
溶命樹
樹木的精氣，專門吞噬人類與妖怪的妖樹。可以溶解奈落的結界。原本被一名巫女(疑似是桔梗)給封印著，後來因為四魂之玉碎片而復活被奈落給吸收，利用這個能力來吞噬嬰兒(溶解嬰兒的結界)。
神久夜（Ka Guya，聲：原田美枝子（日本））
本身為妖怪的集合體，性格高傲且擅長操縱人心，在電影版《鏡中的夢幻城》中出場。某日神久夜趁機吃掉一位來到人間的溫泉沐浴的天女（真正的天宮主人），神久夜將其長生不老的本體據為己有。她還想奪取後者的「天之羽衣」，但羽衣卻被一個愛慕天女的男子趁其沐浴時給偷走，神久夜為此大怒將男子村莊的人全部都給殺光。之後被路过的彌勒的爺爺彌萢法師用生命之鏡給封印起來。
在奈落被犬夜叉一行人給“殺掉”後藉以「天宮的公主」之名，誘惑神樂與神無去幫她找到解除封印的五件法器並沉入富士五湖成功令自己復活。在重創犬夜叉和阿籬後，終於得到了羽衣並劫持了阿籬到自己的老巢「夢幻城」。她企圖利用羽衣的力量發動咒術·明鏡止水之法藉此停止時間毀滅世間一切生靈。犬夜叉一行為了營救阿籬及阻止神久夜的陰謀重新匯合，藉助日暮籬從現世帶來的醫療設備，抵消明鏡止水之法的咒力（不屬於戰國時代之物就不受咒術的約束）。
就在她以為大功告成準備吃掉阿籬的時候，犬夜叉一行人終於突破阻礙闖進夢幻城與其展開死戰。然而神久夜法力高強使得犬夜叉等人屢屢受挫，她更利用鏡催眠覺醒犬夜叉的黑暗面令其妖化並加以控制，所幸犬夜叉被阿籬重新喚醒。當詐死的奈落出現在她與犬夜叉等人面前企圖吞噬她時，神久夜用生命之鏡的力量將奈落的身體一擊至粉碎。隨即的最終決戰中在犬夜叉一行人的不懈努力下，被阿籬一箭射穿命鏡擊破了她的結界，接著又被犬夜叉使出的風之傷消滅了肉體。但由於擁有不死不滅之力，神久夜肉身被毀靈魂卻永存，仍企圖佔據阿籬奪取她巫女的力量，與此同時奈落卻從阿籬的背後現身也要設法挾持後者但被犬夜叉砍成碎片。最後神久夜被彌勒及時吸入風穴才徹底消失。

#### 七人幫
過去受僱於各方諸侯而到處殺人的傭兵軍團，雖然身為人類但卻擁有不輸給妖怪的強大實力，但是諸侯們認為他們的力量太過強大將會導致他們叛變，因此決定聯合起來將他們全數捉拿然後處決。
蠻骨（Bankotsu，聲：草尾毅（日本）／官志宏（台灣）／黃志明（香港））
七人幫幫主，和六個人組成了「七人幫」，和蛇骨的感情最好。奈落以四魂之玉碎片使他們復活，受命斬殺追殺奈落的人（如犬夜叉、殺生丸、鋼牙等）。武器是一支比自己身高兩倍高的大鐮刀—蠻龍，由於鑲有四魂之玉碎片，而能使出「蠻龍閃」、「龍雷閃」等攻擊。殺人如麻，性情殘酷，但是十分注重義氣，一生只追求變強，喜歡無拘無束。目標是殺死一千名武將及一千隻妖怪，達成後使蠻龍變成一把跟鬥鬼神一樣的妖刀。最後因為蠻龍的妖力，被犬夜叉以奮力一擊將他連武器蠻龍砍成一半（動畫版是以爆流破打至重傷），並被奈落取出四魂之玉而亡，得年17歲。
煉骨（Renkotsu，聲：杉田智和（日本）／陳幼文（台灣）／羅偉民（香港））
七人幫副幫主，擅長使用火器（大炮、槍、火鋼絲和火酒等等），性格狡猾、多疑，是隊裡最聰明的人，同時也非常怕死渴望活著。使用銀骨的四魂之玉療傷後，因為害怕因此被蠻骨給殺掉，所以開始尋求更多的四魂之玉碎片。也為了得到更多的四魂之玉而謀害蛇骨，使企圖背叛蠻骨的計劃敗露，最後被後者給親手處決，得年24歲。
蛇骨（Jakotsu，聲：折笠愛（日本）／馮美麗（台灣））
七人幫之一兼隊長，最早開始追隨蠻骨的人。靠奈落的四魂之玉的碎片復活，是一個喜歡折騰自己所愛的男人，眼下有藍紫色花紋，喜歡穿著女性的和服，個性天真，對蠻骨絕對的忠誠，因而獲得蠻骨的寵信。擅長使用一把「蛇骨刀」，刀子有機關，能夠藉由鏈狀的刀刃自己轉彎。覺得犬夜叉可愛所以喜歡他，一直希望能跟犬夜叉對戰。後來在山洞被犬夜叉以風之傷擊敗，再被煉骨拿走四魂碎片，得年20歲。
蛇骨雖然是男性，但是他樣子聯想到女性、說話聲音女聲。
霧骨（Mukotsu，聲：稻田徹（日本）／陳幼文（台灣））
七人幫之一。是一個又醜又色的矮子，擅長制造毒氣，由於接觸毒物時間長久造成臉型開始變化，並且無法得到女人的寵愛。受到奈落的四魂碎片而復活，因為想娶阿籬而對阿籬、珊瑚、彌勒等人下毒，在設法從阿籬奪取四魂碎片期間，想要讓她成為自己的女人時，被要找犬夜叉說話的殺生丸一刀給砍殺。死後脖子上的四魂之玉碎片也被最猛勝給帶走收回給蠻骨。
銀骨（Ginkotsu，聲：江川央生（日本）／官志宏（台灣））
七人幫之一。是一個改造機械人，滿身的武器（大炮、鋼絲、飛盤等等）。被犬夜叉打至重傷，再被煉骨改造成一個坦克車一樣的機器人被鋼牙擊敗之後，四魂之玉碎片被收回給蠻骨。
睡骨（Suikotsu，聲：平田廣明（日本）／劉傑（台灣））
七人幫之一。是一個有雙重人格的人，第一人格是一個善良正直的醫生，在一次緊急狀況下殺了一名武士，在殺人的罪惡感掙扎時產生了另一個殺人如麻的殺手人格。擅長使用鐵爪。後來桔梗向他的四魂之玉射了一箭淨化了邪氣，使睡骨恢復第一人格，央求桔梗取走他的四魂之玉使之回歸塵土，可是桔梗不忍心令碎片最後被蛇骨給拿走。
凶骨（Kyoukotsu，聲：鄉里大輔（日本）／官志宏（台灣））
七人幫之一，也是最弱的人。是一個巨人，原作中他沒有武器，只會以拳頭攻擊，動畫版則追加使用附鐵球的鎖鏈。被鋼牙擊敗後，四魂之玉碎片被收回給蠻骨。

## 現代人
日暮草太（Higurashi Souta，聲：中川亞紀子（少年）、榎木淳彌（成年）（日本）／陶敏嫻、劉如蘋（完結篇）（台灣））
年齡9歲。阿籬的弟弟，國小三年級。非常歡迎犬夜叉到現世來玩。喜歡同班同學小瞳，最後在犬夜叉的支持下告白成功。完結篇已升上國中。
媽媽（聲：百百麻子（日本）／馮美麗、雷碧文（完結篇）（台灣））
阿籬與草太的母親。無論阿籬要做什麼決定，都會在背後溫柔的默默支持。時常做很多便當讓阿籬帶到戰國時代和大家分享。第一次見到犬夜叉時，和阿籬姊弟倆一樣，對他的耳朵比較感興趣。
爺爺（聲：松尾銀三→鈴木勝美（日本）／官志宏（台灣））
阿籬與草太的爺爺。非常喜歡述說東西的來歷：「這個東西可是大有來頭的...」不過通常會被阿籬或草太吐槽。最大的興趣是蒐集各種奇怪的病名幫阿籬請假，讓阿籬能一直待在戰國時代直到她中途想回家。曾經說過「當持有者選擇唯一一個正確願望時，四魂之玉就會消失」，這句話成為了最後阿籬讓四魂之玉消失的關鍵。
北條（Houjou，聲：上田祐司（日本）／前期：劉傑；後期：官志宏（台灣））
阿籬隔壁班的男同學，功課很不錯，喜歡阿籬。非常喜歡送人東西，幾乎每次見到阿籬都會送給她一些東西（通常是為了保健的生活用品或健康食品）。常找阿籬看電影約會。高中上的是一所男校。動畫最後，與曾在第38集登場的學妹相約去看電影。
由加（Yuka，聲：清水香里（日本）／馮美麗（台灣））
阿籬的同班同學。短髮。常和繪理、步美一起與阿籬討論阿籬的感情事。見到犬夜叉後，才改變之前對他腳踏兩條船、暴力的想像，認為他是好人，並支持阿籬的戀情。和阿籬、繪理、步美考進同一所高中。將來的志願是當女主播。
繪理（Eri，聲：增田由紀（日本）／姚敏敏、馮美麗、王瑞芹（台灣））
阿籬的同班同學。常和由加、步美一起與阿籬討論阿籬的感情事。髮長及肩，戴著髮圐。高中畢業時頭髮留長至背後。和阿籬、由加、步美考進同一所高中。
步美（Ayumi，聲：岡本奈美（日本）／陶敏嫻（台灣））
阿籬的同班同學。長髮。常和由加、繪理一起與阿籬討論阿籬的感情事。在學校的功課似乎不錯，是阿籬借筆記的對象。總是支持阿籬的戀情，從不批評犬夜叉。和阿籬、由加、繪理考進同一所高中。將來的志願是當翻譯。

## 其他角色

### 人類
甘利信長（Amari Nobunaga，聲：石田彰（日本）／何志威（台灣））
登場次數不多的少城主，被阿籬誤認為是織田信長。
紅葉/牡丹（Kimiji / Botan，聲：菊池志穗／西村千奈美（日本）／陶敏嫻／王瑞芹（台灣））
兩個不諳世事的年輕巫女，守護著多寶塔。被師姐阿椿給唆使與犬夜叉一行為敵。
炎珠（Enju）
被裏陶復活後當作女兒的人類少女，動畫原創角色。在世時是位陶瓷匠，復活後成為裏陶名義上的女兒，並將製作陶俑的技術傳給她，在裏陶被桔梗給殺害的當時目睹這一切。裏陶死後被瓦丸所託製造更多的陶俑軍，受不了不斷製造殺人兵器而逃走，渴望一死了之。最後因阿籬的話語而決定繼續以一名陶匠的身分活下去。
紫津（Shizu）　聲：山口由里子（日本）／馮美麗（台灣）
紫織的母親，月夜丸的妻子，過去曾和百鬼蝙蝠的少主月夜丸相戀生下半妖紫織，當月夜丸去世後就獨自一人撫養總是受到欺凌的紫織，後來歷經百鬼蝙蝠攻擊村莊事件後，在百鬼蝙蝠的首領兼月夜丸的父親大獄丸藉以「承諾」會放過村民的條件只好將紫織交給大獄丸(後來發現這是騙局)，當犬夜叉一行人來訪後告訴有關百鬼蝙蝠的事，之後得知月夜丸去世的真相加上紫織被犬夜叉一行人給奪回後和紫織重新一起生活目送他們離去。在续作《半妖的夜叉姬》被紫織提及已在數年前病逝。
瓦丸（Kawaramaru）
裏陶在世時復活的人類武士，是一位被部下背叛而死的武士，復活後成為炎珠名義上的兄長。得到裏陶操縱陶俑的技術，裏陶死後和炎珠合作製造陶俑大軍，征服鄰國。在最後一次與犬夜叉的戰鬥中喚醒魔鬼，但還是被風之傷所殺。
侍大將（Samuraidaishou，聲：荒川太郎（日本））

萬願寺的神泉和尚（Shinsen，聲：永田博丈（日本））
法力高深的知名除妖師，曾封印煉獄鬼（原作只稱「食人鬼」，沒有名字）及炎蹄。為保護徒弟被神樂給襲殺，但死前以法器將想要窺視他靈魂的嬰兒劈成兩半。
北條秋時（Houjou Akitoki，聲：上田祐司（日本）／陳幼文、魏伯勤（劇場版·華娛衛視版本）、林谷珍（劇場版·Animax版本）（台灣））
北條同學的祖先，電影版《鏡中的夢幻城》初登場，並对阿籬很有好感。本番中再次出現，是為了封印甦醒的乾之刃到楓姥姥那邊求助。最後結識一位名叫朱雀的美女，並要求她改名為阿籬（因為妖忍眾當中有位成員也叫朱雀）。
刀秋（Toushuu，聲：飛田展男（日本））
鑄刀師。因為覺得人類太弱小，所以想要鑄造一把強大的武器來加強力量。於是蒐集戰場上充滿陰氣的斷刀，並騙取龍人的鱗片，用以鑄造能吸取對手妖力的妖刀「奪鬼」。並趁龍人被犬夜叉擊倒時，以鑄造好的奪鬼刺殺龍人後，吸取龍人妖力讓奪鬼達到完美。但因無法駕馭而被其陰氣侵蝕，最終因為奪鬼將爆流破的威力轉移到他身上而死。鐵碎牙也因此得到奪鬼的能力，形成能吸取對手妖力的龍鱗鐵碎牙。
瞳子（Hitomiko，聲：折笠富美子（日本））
一名法力強大的巫女，其力量足以媲美桔梗。完結篇16話以被奈洛操控的亡者之身登場。是讓阿籬知曉自己天生的靈力來源與被封印的人。
十五年前跟其他孩子們在人見神社前玩籠目遊戲。沒有察覺到奈落早在那裡等候。瞳子先前張開穩固結界擋住瘴氣而保住性命。目擊師傅被奈落所傷一氣之下使出了強大的靈力驅走奈落後，從師傅接下神樂鈴，從師傅臨終前得知更多魍魎鬼怪想要奪取自己的性命。之後在除魔期間一直忘不了當年的事。之後接受村民們的委託試圖拯救被妖怪附身而倒在村子的出入口的旅人，不料沒注意到一個蜘蛛絲遺留在身旁，臉色瞬間變化、無力地躺在床上向其他人吩咐後事。等到她逝世後，頭必須砍下之後把身體和頭分別在兩個地方埋葬。
雖然村民們聽到了遺願，但是自己生前卻得到他們的尊敬，沒有依照遺願進行頭身兩分儀式，直接地將屍首入土為安然後被奈洛操控。
直到犬夜叉一行人隨著奈落的蜘蛛絲來到瞳子居住的村落，在他們與村民們溝通下，再次重現在他們的眼前。出現周圍開始顯現出蜘蛛絲的痕跡。責備犬夜叉的愚蠢瞬間消失無影無蹤，之後再次出現暗中利用這個隱性連接將阿籬迅速拉入神社內謀害她不成又被奈落操縱，在瞳子的暗示與試驗下，讓阿籬終於了解她該真正對付的敵人。發射梓山長弓啓動了本體的靈力後在她面前瞬間移動，將藏在自己後方的奈落卻受到射擊並擺脫藉此獲救，隨後便告訴阿籬發射破魔之箭並非來自她的靈力，而是來自梓山長弓自身的能力。在瞳子開始感受到離世前兆而投入阿籬的懷中，告訴阿籬她的靈力自出生開始因受到某人封印而無法發揮出所有的力量之後安詳離世。
瞳子的師傅（聲：岐部公好（日本））
瞳子的師傅，在十五年前幼年的瞳子被奈落襲擊時，不顧身地拿上性命拯救瞳子。不過奈落的出手嚴重地傷害了他，在瞳子驅走奈落後，卻受到奈落強盛的瘴氣所害向瞳子解釋她與逝世巫女桔梗的命運相同，並且將手中的神樂鈴交給瞳子言畢後便離開人世。讓成長後的瞳子一直忘不了他的提醒，持續地跟魍魎鬼怪戰鬥。
月黃泉（Tsukiyomi，聲：天野由梨(日本))）
在動畫中登場的實力強大的巫女，以前與妖忍軍團的首領星黃泉相愛，因為這樣導致許多魍魎鬼怪持續襲擊兩人。雖然兩人的力量並不是他們的對手，不過一旦月黃泉使用過多的靈力消滅妖怪們會全身乏力。星黃泉不讓自己成為月黃泉的負擔，於是委託刀刀齋的前徒弟灰刃坊製造了妖刀乾坤長刀，雖然妖刀乾坤長刀所向無敵，便能在一瞬間內消滅所有靠近他們的敵人，然而乾坤長刀含有強烈的邪氣控制持有者的心思。月黃泉為了要讓星黃泉解開了他和長刀之間的聯繫，便約請星黃泉來到了風雷神社，迅速地使用靈力和五星法器將他封印，留下了不寒而慄的乾坤長刀。由於在封印星黃泉當中使用過多的靈力，再加上將乾坤長刀分別成乾之刃跟坤之刃然後封印在適合地點也耗盡不少，導致月黃泉設法解開星黃泉的封印時身體不遵從她的意志，之後倒在地上死去。造成星黃泉從此厭惡人類的開端，在犬夜叉與挾持阿籬的星黃泉對峙中使用了阿籬的身體阻止星黃泉繼續使用乾坤長刀，並且連忙向他解釋從前所有的來龍去脈。儘管星黃泉領悟所有的真相，但是卻頑固地奪回乾坤長刀。堅信這世上沒有永遠的愛的他持續利用乾坤長刀的力量掃除世上的一切。在自己的靈魂幫助下讓阿籬的破魔之箭和犬夜叉的爆流破聯手打敗，終於毀了乾坤長刀，接著讓星黃泉看到自己的身影一起成佛。
無雙（Musou，聲：家中宏（日本）／羅偉民（香港））
一位僧侶，在奈落丟下的肉塊化為無臉男四處找尋合適的臉皮他想阻止失敗，被無臉男扯下臉皮和名字一併挪為己用。
露姬（Tsuyuhime，聲：柚木涼香(日本)）

### 妖怪
百足妖婦（Mukadejourou，聲：五十嵐麗（日本）／陶敏嫻（台灣））
出現在第1話，妖力一般，因為覬覦四魂之玉將阿籬帶到戰國時代，最後被犬夜叉以一拳打敗。
屍舞烏
一種類似烏鴉的妖鳥，有三顆紅眼睛。如其名有操縱死者活動的能力。為了從飛離宿主的屍舞烏爪下取回被搶的四魂之玉，剛到戰國不久不會運用靈力的阿籬誤將四魂之玉射碎爆散，因此開始尋找碎片的旅程。
逆髮結羅（Akasagami Yura，聲：矢島晶子（日本）／陶敏嫻（台灣））
本體原是一把梳理死者頭髮的梳子，後來吸收死者的怨念變身的妖怪。擁有不死的軀體，喜愛收集毛髮為此殺害很多人類。為了獲得四魂之玉而襲擊犬夜叉與阿籬，使用法術操縱毛髮（如鋼絲般鋒利）對犬夜叉造成很大的傷害，最後被阿籬發現隱藏在骷髏裡的梳子本體並用箭矢將其破壞，其軀體繼而隨之消散。
無女（Muonna，聲：井上喜久子（日本））
具有母愛的妖怪，是因為因戰爭而失去親人的孩子們的意念所形成，型態是一個沒有臉的女人。為保護犬夜叉而死。
九九蟾蜍（Tsukumonogama，聲：立木文彥（日本））
妖怪殿下。
狼野干（Rouyakan，聲：梁田清之（日本））
一隻犬妖，外號「森林的看守人」。據說曾受犬大將的照顧。能從嘴裡放出很多野狼來對森林進行搜查。
灰刃坊（Kaijinbou，聲：青野武（日本）／劉傑（台灣））
原是刀刀齋的徒弟，因為製作出邪惡之刀殺害十個無辜的小孩，然後將他們的血與脂肪鍊入刀中產生怨氣，因此被得知此事的刀刀齋給逐出師門。以奈落的分身悟心鬼的利牙打造出「鬥鬼神」，卻被鬥鬼神的邪惡意念控制意識，最終因為承受不住鬥鬼神的邪氣崩壞身軀而亡。
桃果人
自稱桃源鄉的仙人。實際上原是位普通的修行者，卻想一步登天不想修行而偷懶（因為自己父母長期多年工作過勞早逝，所以想得到長生不老），結識一株鑲進四魂之玉碎片、能結出人面果的妖樹，吃下人面果後身心由妖樹給利用，還背叛自己的師傅將他化為一束盆栽活著，將捉來的人變小後放進假山造景內（包括犬夜叉一行人），當裡面的人有點仙人修為後就會被吸進壺中，化成血水成為妖樹的養分。最後整個身軀被妖樹人面果給吸收，被恢復妖力的犬夜叉所消滅。
多寶塔的鬼（Tahoutou no Oni，聲：川津泰彥（日本））
長年被封印在多寶塔的巨大鬼怪，被阿椿以咒語「開啟的是鬼之門，招來的是金色之魂」解除封印後同時被阿椿右眼裡的四魂之玉給吞噬。
大獄丸（Taigokumaru，聲：槐柳二（日本）／陳幼文（台灣））
紫織的祖父，為百鬼蝙蝠的首領，因為不滿兒子月夜丸說服百鬼蝙蝠群放過人類，然後和人類女子紫津相戀生下紫織，因此產生爭執的同時殺掉兒子月夜丸並藉以「承諾」會放過村民並奪去紫織，利用紫織所製造的結界來保護自己來攻擊許多村民，但被知道自己的親生父親被殺的真相的紫織給逼出結界被犬夜叉所殺，不滿結果後顯現出怨靈想殺掉紫織和她的母親紫津卻因為兒子月夜丸的靈魂的阻攔之下失敗後被犬夜叉所斬。
月夜丸（Tsukuyomaru，聲：鈴木琢磨（日本））
紫織的爸爸，大獄丸的兒子，百鬼蝙蝠的少主，因為和紫津相戀生下紫織於是說服百鬼蝙蝠一族族人與父親放過人類，但被自己的父親所殺。不過自己的靈魂默默地守護著女兒紫織和其母親紫津。
蛾天丸（Katenmaru，聲：子安武人（日本））
強盜集團的首領。原形為藍色的巨大飛蛾妖怪，吐出的絲會包裹住人，將繭裡面的人腐蝕掉。最後被妖化的犬夜叉擊敗。
蛾羅丸（Garamaru，聲：關俊彥（日本））
可悲之森的掌門人，與蛾天丸同族，但卻因蛾天丸跟人類混在一起而視其為族人之恥，當然他對蛾天丸之死感到高興，認為蛾天丸那種邪魔歪道會被消滅是他自作自受。
原形為黃色的巨大飛蛾妖怪。嘴裡噴出的絲會結成繭，被包住的人會夢見自己內心最恐懼的事，待到意志崩潰後就會被吞噬掉身心，讓阿籬幾人吃盡了苦頭。經過苦戰犬夜叉終於喚醒眾人，最後以風之傷將其擊敗。
蟒太夫（聲：中村大樹（日本））
蛇妖，人類形態為神官。與牛王/出雲聯手，得到其研製的假四魂之玉。並以此為餌誘使眾妖怪四處搜羅人類的靈魂，希望煉成真正的四魂之玉。
九九蟾蜍次郎（聲：立木文彥（日本））
蟒太夫一夥，擅長用吐出的水泡來吸取人類的魂魄。
牙猿（聲：西前忠久（日本））
蟒太夫一夥，善於偵察，身法靈敏。
牛頭/馬面（Gozu / Mezu，聲：千葉進步／卷島直樹（日本））
通往妖怪墓地通道的守門人，因不屬於此世，所以此世的所有攻擊都無法傷害到他們。只有殺生丸的天生牙能傷害到他們，也因此殺生丸在門前亮出天生牙時直接同意讓他進入妖怪墓地。
岳山人（Gakusanjin，聲：側見民雄（日本））
山嶽型態的妖怪，以不妖壁為守護石。不妖壁能消除其妖氣不被發現、免於世俗無謂爭鬥，而以山嶽型態安穩沉睡。奈落為搶走不妖璧而進入其體內，因吸入奈落的瘴氣而甦醒，並尋找奈落要奪回不妖璧。遇見犬夜叉一行人後，在他們的解釋下選擇願意相信並提供自己的妖氣結晶（接近不妖璧時會產生反應），請他們代為尋回不妖璧。最後被三個帶著御靈壺的孩子給誤殺。
另外奈落搶走不妖璧是為了幫助自己的心臟—嬰兒隱藏其妖氣，不妖璧最後被彌勒以風穴給吸進去。
御靈丸（Goryoumaru，聲：寺杣昌紀（日本））
一名除妖師，武器是附在右臂上的妖怪（魍魎丸偽裝）。照顧許多因家人被妖怪殺害的孩子，並讓孩子們帶著裝有右臂妖怪妖力的御靈壺四處幫人們除妖。被白童子所殺後遭魍魎丸給冒充，於完結篇第一集以其真面目—魍魎丸現身在犬夜叉一行人面前。
阿貉（Mujina，聲：桑谷夏子（日本））
覬覦鐵碎牙的妖力，利用七寶對付犬夜叉。武器為「奪鬼」的殘次品。
三頭狼（聲：菊本平（日本））
妖狼族聖域的看門者，負責守護五雷指。
龍人（Ryuujin，聲：飯島肇（日本））
用龍人的鱗片製造的武器具有收取對手妖力的能力。使用龍鱗之盾當武器。提供鱗片給刀秋鍛造妖刀奪鬼，在搶奪鬼時與犬夜叉一行起衝突，被犬夜叉以爆流破擊毀龍鱗之盾受傷倒地時，被刀秋以奪鬼所殺。
冥界之主（Meikai no Nushi，聲：西前忠久（日本））
冥道的界主，專門以亡者為食。被殺生丸所殺。
花皇（Kaou，聲：矢尾一樹（日本））
掌控花，透過花粉、花藤窺視內心，再利用對方內心的哀傷痛苦換取靈魂的妖怪，以「換取安寧祥和」為名義將對方變成花的苗床。但若是心中無哀傷痛苦則會出現類似花粉過敏的反應。最後被犬夜叉和阿籬連手消滅。
根首（聲：江頭宏哉（半妖的夜叉姬））
漫画特别篇中登场，桔梗在认识犬夜叉之前遇到的树妖，由于当时的桔梗并不喜欢杀生，所以就用封印之箭将其封印在一个坟墓当中。
后来由于坟墓遭到破坏导致它逃脱封印，最后其本体被犬夜叉等人消灭并且净化。
在动画版续作《半妖的夜叉姬》中故事改成并没有彻底消灭，其中一个碎片掉进土里发芽，后和时代树融合。后来才在时代树空间中彻底消灭。

### 半妖
地念兒（Jinenji，聲：江川央生（日本）／陳幼文（台灣））
森林精靈的妖怪父親和人類的母親之間所生的半妖。擅長種植藥草及製藥。長相兇惡但個性卻很善良，長期以來受村民誤解及欺凌，因為阿籬是第一個不懼怕他外表的女性，因此暗地對她有所好感。
紫織（Shiori，聲：水橋香織（日本）／陶敏嫻（台灣））
百鬼蝙蝠的城少主月夜丸和紫津之間所生的半妖少女。百鬼蝙蝠的首領大獄丸的孫女，擅長製造結界，自幼時遭受村人的厭惡與欺凌，但是受到母親紫津的安慰並沒有對人類產生怨恨。父親去世後歷經百鬼蝙蝠的攻擊村莊的事件後，只好答應母親紫津向祖父大獄丸提出“永不侵犯這個村子”為條件到祖父的身旁（最後違反約定），之後被「帶到」祖父大獄丸的身旁接替父親的任務為大獄丸製造結界。當得知父親月夜丸過世的真相之後潛能爆發將包括大獄丸在內的所有百鬼蝙蝠趕出結界和犬夜叉聯手打敗大獄丸。最後幫助犬夜叉斬開血玉珊瑚吸收妖力獲得斬破結界的功能。完成專破結界的紅色鐵碎牙。與母親紫津重新一起生活目送他們離去。
在续作《半妖的夜叉姬》再次登場，母親數年前病逝後，離開村莊在一座山谷外面佈下連犬夜叉的爆流破都無法劈開的強大結界，建立半妖之村，收養許多需要幫助的半妖孤兒。
牛王/出雲（Gyuuou/Izumo，聲：松本大（日本））
白天的人類型態是博學多聞的學者，愛探討哲學及親近自然，一到夜晚則變身為牛妖。父親為人類，母親則是妖怪，以其豐富的學識製造出假的四魂之玉。聯合蟒太夫一夥想以犬夜叉、阿籬等人的靈魂製造出真正的四魂之玉，用以變回完全的人類。妖怪狀態下具有壓倒犬夜叉的戰力。因在牛妖狀態時吸收過量的假四魂之玉，變成人類時身體無法負荷，最終以半妖的形態結束生命。
娑蘿（Sarahime，聲：折笠富美子（日本））
電視動畫原創角色。阿佐野城的公主，深愛著殺生丸。為此不惜在臨終前將身體獻祭給大量的妖怪，一心要為殺生丸取得鐵碎牙，最後卻發現殺生丸早已放下對鐵碎牙的殘念。在妖怪離開她的身體後死在殺生丸的面前。

### 雷獸一族
飛天（聲：神奈延年（日本）／夏治世（台灣））
招式是雷擊，以手中的戰戟轟出強大的雷電，偏向直線型且具穿透性的長距離小範圍攻擊。兄弟倆是殺害七寶的父親並拿走其毛皮的人。
滿天（聲：稻田徹（日本）／陳幼文（台灣））
招式是雷擊，於口中積蓄強大的雷電並在到達頂峰時釋出，偏向大範圍型且具備強大爆炸性。兄弟倆是殺害七寶的父親並拿走其毛皮的人。
蒼天（聲：水谷優子（日本）／馮美麗（台灣））
長得像男生的小女孩，跟七寶一樣大。因為知道自己弱小，所以對七寶下戰帖。由於得知犬夜叉等人的弱點，還命令紅龍使用各種計謀對付犬夜叉等人，可惜因為能力不足而失敗。最後喜歡上七寶。
紅龍（聲：大谷育江（日本）／王瑞芹（台灣））
蒼天的寵物。敲三下頭就會變身成雷雲，發射出來的閃電沒有攻擊性，再敲三下會變回龍的樣子。

### 豹猫一族
電視動畫原創角色。犬夜叉和殺生丸的父親犬大將曾經率領眾多妖怪對付過的一支民族，最後與犬大將打成平手，事後變成骨頭的模樣。
城主大人（聲：西前忠久（日本）／陳幼文（台灣））
豹貓一族首領，因為一直是骨頭的樣子所以由豹貓四天王負責幫助藉由四魂之玉而復活。最後因忍耐到極限只好殺害夏嵐、春嵐、秋嵐令自己復活，結果被殺生丸以天生牙砍回骨頭的樣貌、接著再被犬夜叉以鐵碎牙使出風之傷打碎。

#### 豹猫四天王
豹貓一族存活下來的四個族人，以復活首領為目標不是到處綁架人類就是向犬夜叉跟殺生丸報仇。最後因首領被擊倒以及被殺生丸以天生牙救活，沒必要再報仇並且回到西方去。
冬嵐（聲：冬馬由美（日本）／馮美麗（台灣））
豹貓四天王中最大的，其他三人稱她為「大姊」，擅長以冰雪和冰晶攻擊。最後看見同伴被殺生丸以天生牙救活，沒必要再繼續報仇並且回到西方去。
夏嵐（聲：鉄炮塚葉子（日本）／王瑞芹（台灣））
豹貓四天王之一。擅長以火焰攻擊。被急欲復活的首領給殺害，最後藉以殺生丸以天生牙救活。
春嵐（聲：增田由紀（日本）／陶敏嫻（台灣））
豹貓四天王之一。擅長以花瓣及幻術攻擊。被急欲復活的首領給殺害，最後藉以殺生丸以天生牙救活。
秋嵐（聲：高塚正也（日本）／官志宏（台灣））
豹貓四天王之一。擅長以雷電攻擊。被急欲復活的首領給殺害，最後藉以殺生丸以天生牙救活。

### 妖忍軍團
星黃泉率領的妖怪忍者軍團，妖忍四人眾稱呼來自星黃泉的四名妖忍。只有在動畫登場。
星黄泉（聲：中井和哉（日本））
靈力強大的妖忍首領。曾經委託刀刀齋的前徒弟灰刃坊製造了妖刀乾坤長刀，是一把可以斬開空間的妖刀。原本是人類巫女月黃泉（つきよみ、聲：天野由梨）的同伴和戀人，倆人一起四處斬妖除魔。後因為星黃泉使用乾坤長刀後變得難以控制就被月黃泉用咒術封印起來，乾坤長刀也被月黃泉分成乾之刃跟坤之刃，後來被分由白靈山及富士山北条家鎮壓。為奪回由北条家保管的乾之刃時，與要協助北条秋時淨化乾之刃的犬夜叉一行起衝突。妖忍法招式有分身術、影縫等。最後被阿籬的破魔之箭和犬夜叉的爆流破聯手打敗，接著看到月黃泉的身影含笑而逝並一起跟月黃泉成佛。

#### 妖忍四人眾
星黃泉的手下，各自追捕犬夜叉、珊瑚、彌勒、七寶等人，全員都被彌勒使用風穴吸進去。名稱皆取自於四神。
朱雀（聲：岩田光央（日本）／劉傑（台灣））
妖忍四人眾之一，另稱「花之朱雀」，性格古怪，本來姿態是火焰般的鳥。
青龍（聲：西前忠久（日本）／劉傑（台灣））
妖忍四人眾之一，另稱「月之青龍」，擅長使用自身的鱗片攻擊。妖忍法招式是「鱗之舞」、「逆鱗」。
玄武（聲：田中一成（日本）（日本）／官志宏（台灣））
妖忍四人眾之一，另稱「闇之玄武」，擅長使用迴轉攻擊。妖忍法招式是「龜甲碎擊」、「暗傀儡」。
白虎（聲：川中子雅人（日本）（日本）／陳幼文（台灣））
妖忍四人眾之一，另稱「雪之白虎」，攻擊方法是爪子。妖忍法招式是「虎口碎牙」。